# Jana Bourbonská-Vendôme
Jana Bourbonská-Vendôme (1465 – 22. ledna 1511) se narodila jako dcera Jana VIII. z Vendôme a Isabely de Beauvau. Přes dceru Madeleine byla babičkou francouzské královny Kateřiny Medicejské.

## Rodina a původ
Jejími rodiči byli Jan VIII. z Vendôme a Isabela z Beauvau, dcera Ludvíka z Beauvau, senešala z Anjou a Markéty z Chambley.
Janinými prarodiči z otcovy strany byli Ludvík z Vendôme a Jana de Naval. Ludvík sloužil jako Velký komoří Francie a Velmistr Francie. Byl významným členem strany Armagnaků.
Ludvík se narodil jako druhý syn Jana I. z La Marche a Kateřiny z Vendôme. Jan byl významným vojákem ve Stoleté válce.
Jan přišel na svět jako druhý syn Jakuba I. Bourbonského a Jany ze Châtillonu. Jakub byl konstáblem Francie a byl zabit v bitvě u Brignais.
Jakub se narodil jako druhý přeživší syn Ludvíka I. Bourbonského a Marie z Avesnes. Ludvík sloužil jako Velký komoří Francie, ale získal si reputaci svou údajnou duševní nestabilitou.
Ludvík byl nejstarší syn Roberta z Clermontu a Beatrix Burgundské. Beatrix byla dědičkou Bourbonů a matkou nové bourbonské linie Kapetovské dynastie.
Robert přišel na svět jako nejmladší syn Ludvíka IX. Francouzského a Markéty Provensálské.

## První manželství
Poprvé se Jana provdala v roce 1487 za Jana II. Bourbonského. Ženichovi bylo šedesát jedna let a nevěstě teprve dvaadvacet. Jan přežil své dvě předchozí manželky i svého jediného syna. Potřeboval dědice, nicméně, s Janou měl pouze jednoho syna:
- Ludvík z Clermontu (1488). Byl vytouženým dědice, ale zemřel krátce po narození.

Jan II. zemřel ve stejný rok jako jeho druhý a poslední známý syn.

## Málem královnou
Říká se, že poté, co ovdověla, byl Karel VIII. Francouzský tak okouzlen Janinými půvaby, že si přál se s ní oženit. Už bylo dokonce vybráno místo pro svatbu (Moulins). Nicméně, jeho matka, Šarlota Savojská měla pro syna vybranou jinou manželku: bohatou dědičku Annu Bretaňskou. Tudíž bylo královo zasnoubení s Janou zrušeno. Desormeaux poznamenal, že Jana by byla francouzskou královnou, kdyby krása a láska mohla nosit korunu.

## Druhé manželství
Jana se znovu provdala po sedmi letech vdovství, 11. ledna 1495, a to za Jana III. z Auvergne. Měli spolu dvě dcery:
- Anna de La Tour d'Auvergne, manželka Jana Stuarta, 2. vévody z Albany.
- Madeleine de la Tour d'Auvergne, manželka Lorenza II. Medicejského a matka Kateřiny Medicejské.

Jan III. zemřel 28. března 1501.